# بابا أحمد (تشالدران)
بابا أحمد (بالفارسية: بابااحمد) هي قرية تقع في قسم ببه‌جيك (مقاطعة تشالدران) في إيران. يقدر عدد سكانها بـ 148 نسمة بحسب إحصاء 2016.